# Fleury (Oise)
Fleury ist eine französische Gemeinde mit 586 Einwohnern (Stand 1. Januar 2022) im Département Oise in der Region Hauts-de-France. Sie gehört zum Arrondissement Beauvais, zur Communauté de communes du Vexin Thelle und zum Kanton Chaumont-en-Vexin.

## Geographie
Die Gemeinde Fleury liegt in der Landschaft Vexin français, 22 Kilometer südsüdwestlich von Beauvais am Oberlauf der Troësne, die hier zum Canal de Marquemont ausgebaut ist. Zur Gemeinde gehört der Ortsteil Neuvillette. Angrenzende Gemeinden (in Uhrzeigerrichtung von Norden beginnend) aind: Montchevreuil, Fresne-Léguillon, Ivry-le-Temple, Monneville, Tourly, Fay-les-Étangs und La Corne en Vexin.

## Einwohner
| Jahr                       | 1962 | 1968 | 1975 | 1982 | 1990 | 1999 | 2010 | 2021 |
| -------------------------- | ---- | ---- | ---- | ---- | ---- | ---- | ---- | ---- |
| Einwohner                  | 266  | 291  | 307  | 401  | 438  | 495  | 512  | 581  |
| Quellen: Cassini und INSEE |      |      |      |      |      |      |      |      |

## Sehenswürdigkeiten
- Die im 16. und 19. Jahrhundert veränderte Kirche Saint-Marcel aus dem 12. bis 14. Jahrhundert, 1993 als Monument historique eingetragen.[1][2]

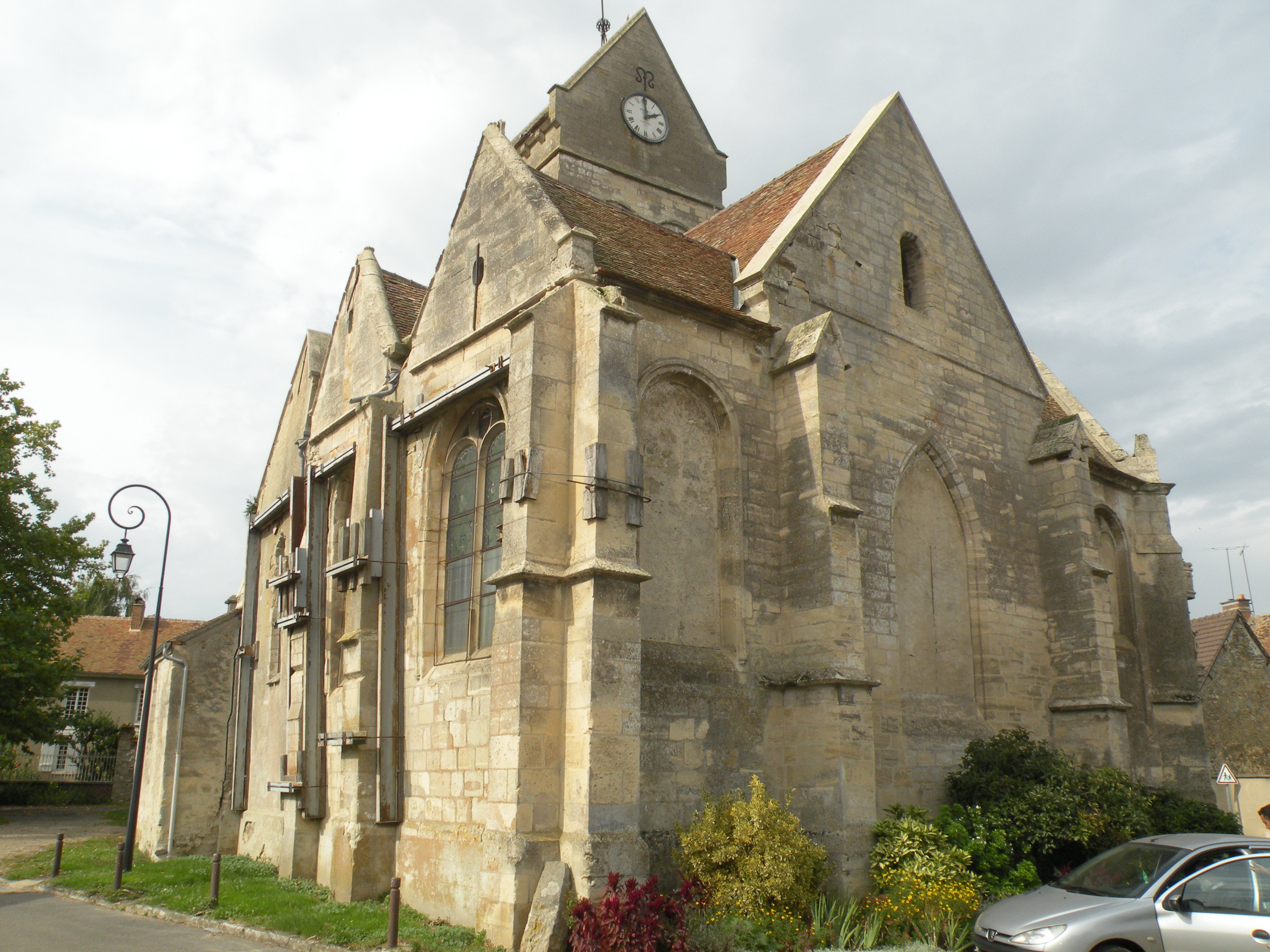
Kirche Saint-Marcel
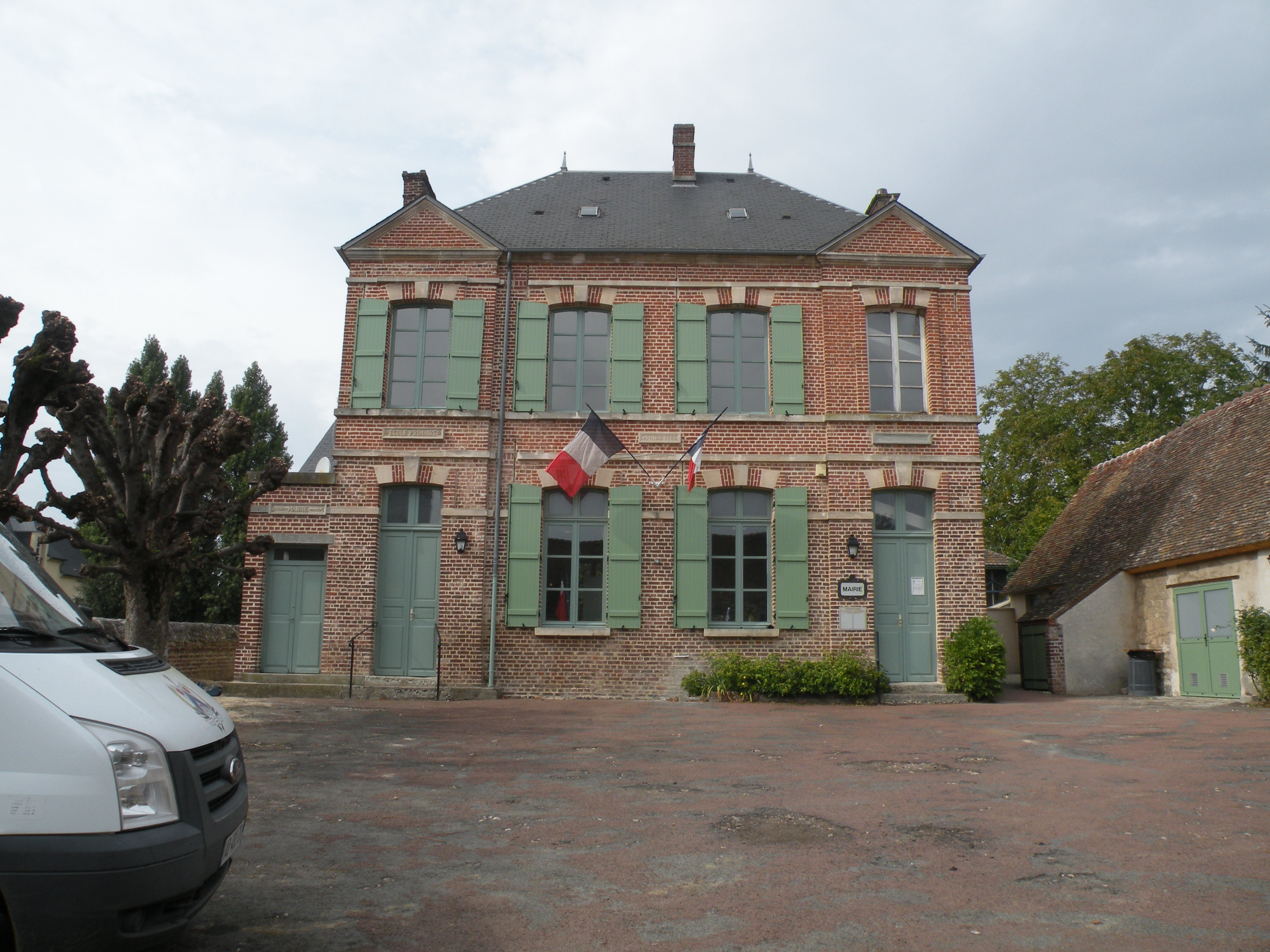
Rathaus (mairie)
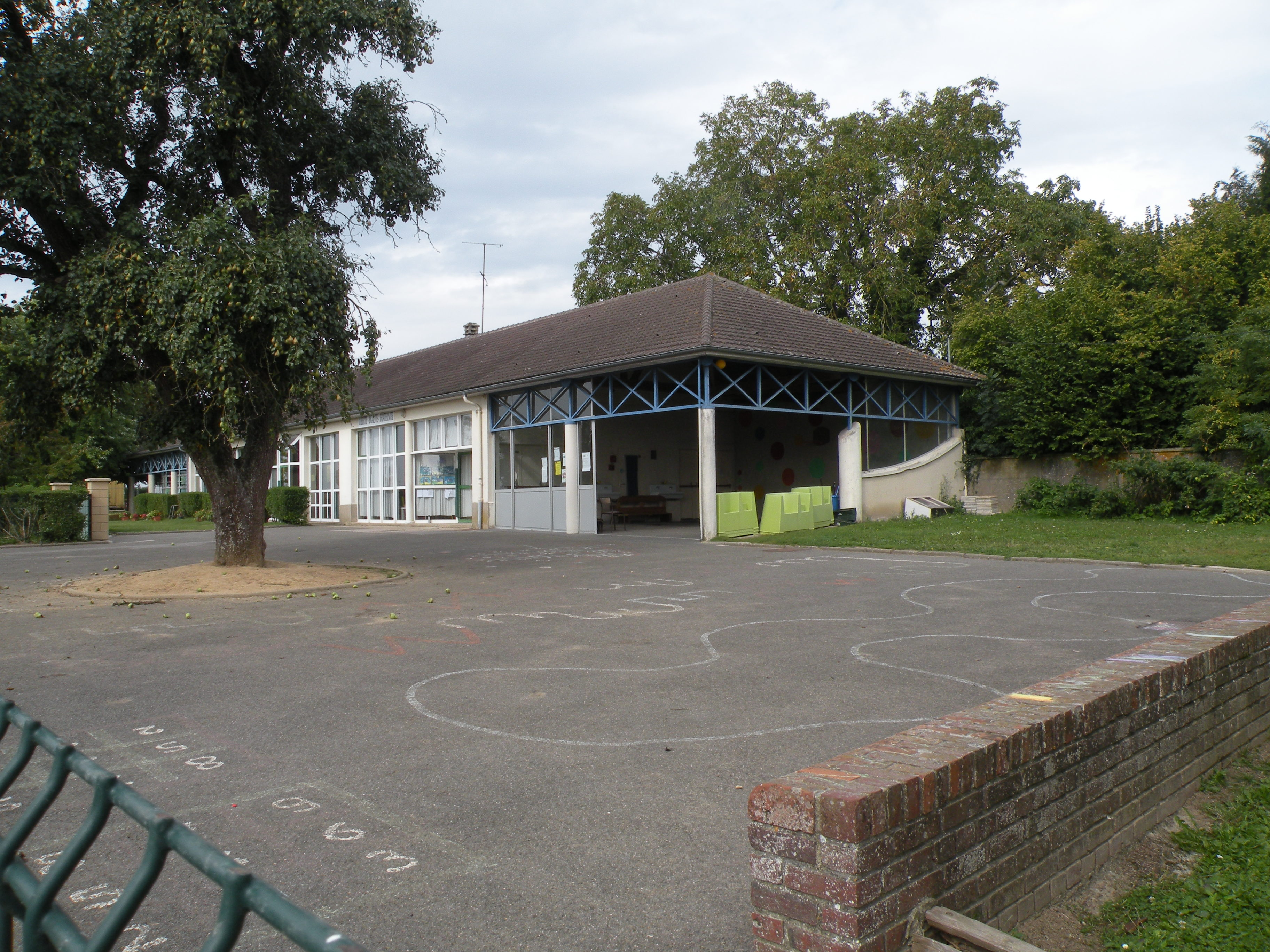
Schule